# Чапультепекская конференция

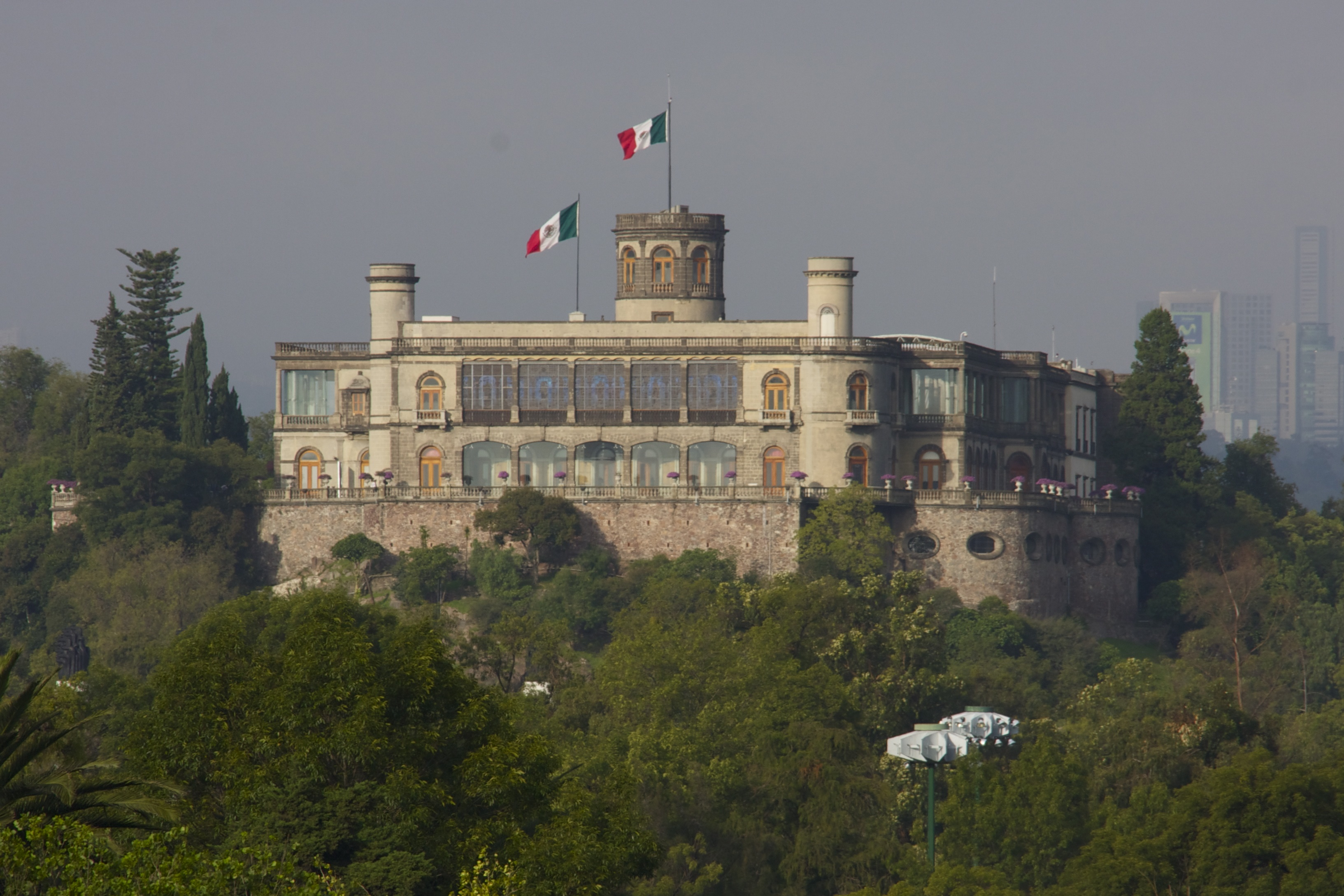
Чапультепекский дворец — место проведения конференции

Чапультепе́кская конференция (исп. Conferencia de Chapultepec) — межамериканская конференция по проблемам войны и мира на уровне министров иностранных дел, состоявшаяся в Мехико, в Чапультепекском дворце 21 февраля − 8 марта 1945 года. Чапультепекская конференция закрепила доминирующее положение США в Латинской Америке, которого они добились во Вторую мировую войну.
В работе конференции принимали участие 330 делегатов — представителей всех американских государств, кроме Аргентины, где в результате военного переворота 4 июня 1943 года к власти пришло прогермански ориентированное правительство, не получившее международного признания. Многочисленную делегацию США возглавлял государственный секретарь Э. Стеттиниус. Американские дипломаты видели свою задачу в том, чтобы закрепить происшедшее за годы Второй мировой войны усиление позиций США в Латинской Америке и обеспечить себе единодушную поддержку всех латиноамериканских государств по вопросу создания ООН на предстоящей конференции в Сан-Франциско. 
6 марта 1945 года конференция в Мехико приняла так называемую Чапультепекскую декларацию, провозгласившую принцип взаимной помощи и американской солидарности, верность принципам международного права. В декларации содержались положения о юридическом равенстве суверенных государств, недопустимости покушений на суверенитет и коллективных мерах по предотвращению актов агрессии, как то: отзыв глав дипломатических миссий, разрыв дипломатических и консульских отношений, прекращение почтовых, телеграфных, телефонных и радиотелефонных сношений, а также экономических, торговых и финансовых отношений и применение военной силы. Содержание Чапультепекской декларации явно демонстрирует планы США заложить основы военного союза и распространить на послевоенный период принципы, действовавшие в чрезвычайных обстоятельствах. В соответствии с Чапультепекской конференцией в Мехико было принято решение о создании постоянного межамериканского генерального штаба из представителей генеральных штабов всех американских государств.
27 февраля на заседании Чапультепекской конференции выступил помощник госсекретаря США У. Клейтон, представивший проект «Экономической хартии», предусматривавшей постепенную ликвидацию таможенных тарифов и проведение в жизнь «принципа равных возможностей». В действительности с помощью экспансионистской «Экономической хартии» США под прикрытием лозунгов об «индустриализации» Латинской Америки пытались превратить Западное полушарие в огромный картель, в котором латиноамериканским странам отводилась роль поставщиков сырья и дешёвой рабочей силы.